# 吴会清
吴会清（1869年—1958年），字穆亭，回族，孟村镇人，八极拳。
13岁（公元1882年）从师亲伯曾祖父吴恺学艺，兼习劈挂拳、九宫纯阳剑等，以轻功、铁砂掌著称，绰号“铁巴掌”。
吴会清打破“教拳不授拳理”的传统观念，授徒的同时，注重理论讲解和技术的实用讲解。因祖传拳谱《武术》于民国十三年腊月十六被兵燹之累所损伤，在同門强瑞清的帮助下，于民国十九年正月初六开始二次重序《河北省孟村镇吴氏八极拳术秘诀之谱》，民国二十五年（1936年）丙子端月完成修谱，石印十册，为后人留下了珍贵的历史资料。他广收门徒，为扩大八极拳在沧州一带的广泛传播，做出了积极贡献。
1955年，河北省孟村回族自治县成立，吴会清当选为县人大代表。1958年农历二月十二逝于孟村，享年89岁。
吳會清在修改拳譜提高自己輩分，在武林所為大忌。